# New Juaben
New Juaben är ett distrikt i Ghana.   Det ligger i regionen Östra regionen, i den södra delen av landet, 60 km norr om huvudstaden Accra. Antalet invånare är 148 945. Arean är 110 kvadratkilometer.
Terrängen i New Juaben är kuperad österut, men västerut är den platt.